# Target (natuurkunde)
Een target is in de natuurkunde bij experimenten met deeltjesversnellers het materiaal dat men aan de versnelde deeltjes blootstelt om de deeltjes te verstrooien of kernreacties te veroorzaken. Targets zijn vaak vaste stoffen, bijvoorbeeld dun metaalfolie, maar kunnen ook vloeistoffen of gassen zijn.
Een target kan vooraf speciaal geconstrueerd zijn om bepaalde processen te veroorzaken of te bestuderen (bijvoorbeeld neutronenproductie door protonen op berylliumfolie te schieten), maar kan ook van onbekende samenstelling zijn; in dat geval probeert men uit de optredende processen en de daarbij vrijkomende deeltjes en straling de samenstelling van het target te achterhalen (bijvoorbeeld bij PIXE).